# Smilisca sordida
Smilisca sordida är en groddjursart som först beskrevs av Peters 1863.  Smilisca sordida ingår i släktet Smilisca och familjen lövgrodor. IUCN kategoriserar arten globalt som livskraftig. Inga underarter finns listade i Catalogue of Life.